# Мегалострата

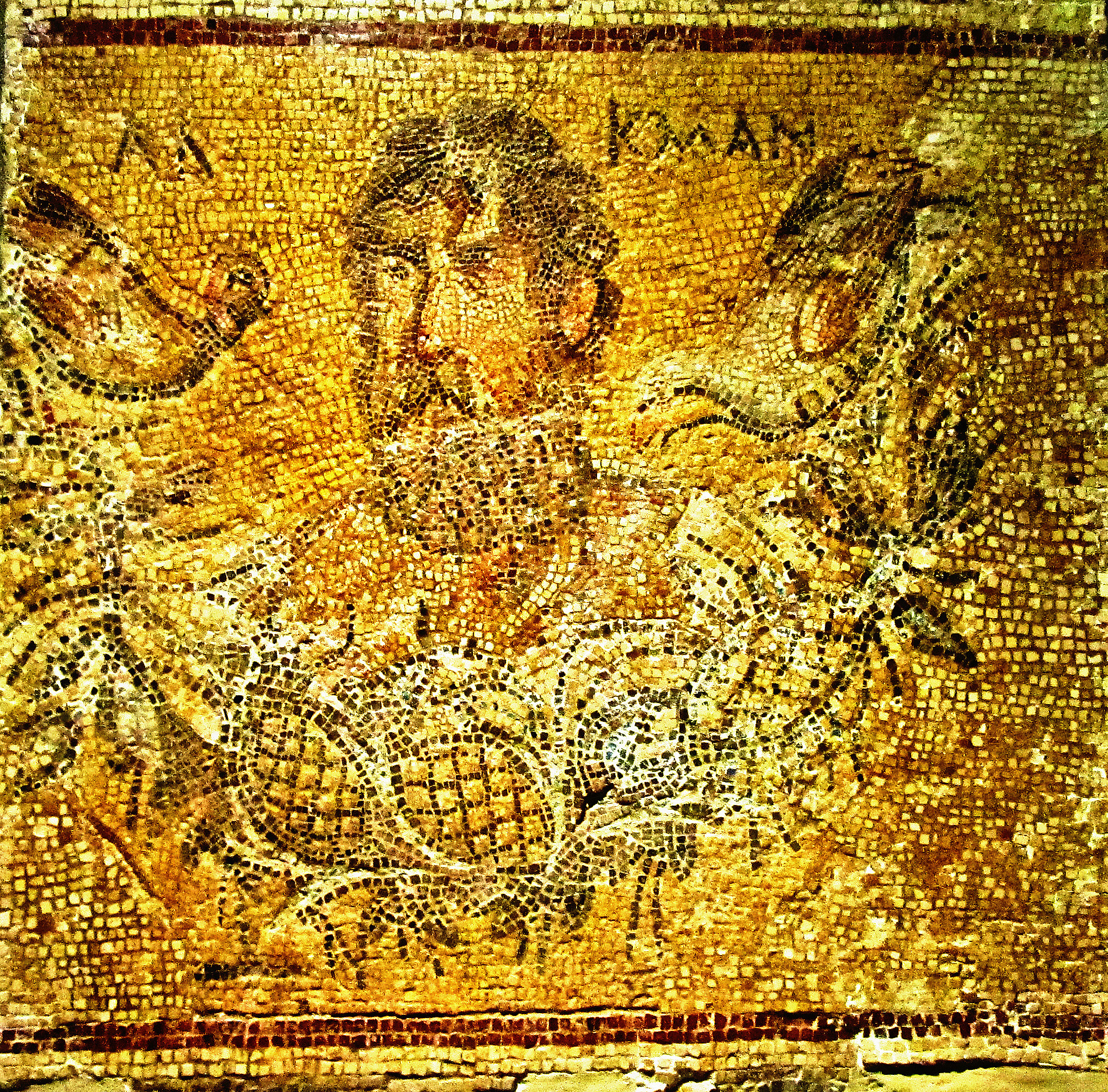
Поет Алкман на античній мозаїці

Мегалострата (дав.-гр. Μεγαλοστράτα; VII століття до н. е.) — єдина, крім Сапфо, відома давньогрецька поетеса Архаїчної доби зі Спарти. жодного вірша якої не збереглося. Була, за різними версіями, хорегом дівочого хору, композиторкою чи гетерою.

## Життєпис
Не збереглося жодного вірша її авторства, а єдиним свідченням існування Мегалострати є згадка про неї ритора доби Пізньої античності — Афінея у праці «Бенкетуючі софісти». Автор посилався на філософа Хамелеонта, який своєю чергою посилався на піфагорійця Архіта. За свідченнями останнього, спартанський поет Алкман був безмежно закоханий у поетесу Мегалострату, сама лиш розмова з нею запалювала в ньому любов. Також Архіт приводить вірш Алкмана про Мегалострату:
Цей дар солодкоголосних Муз
Принесла нам у дівах блаженна
Золотокудра Мегалострата
Оригінальний текст (д.-гр.)
τοῦθʼ ἁδειᾶν Μουσᾶν ἔδειξε δῶρον μάκαιρα παρθένων ἁ ξανθὰ Μεγαλοστράτα

Дослідниця Сара Померой скептично ставиться до історії про любов Алкмана до Мегалострати, зазначаючи, що про неї йдеться в джерелах, які були написані через кілька століть після смерті поетів. Вона вказувала на традицію приписувати еротичні відносини між творчими жінкою і чоловіком, ніж зображувати виключно інтелектуальне спілкування, або незалежне існування. На думку еллініста Клода Калама, сталася типова для античності реконструкція життя поета за кількома ізольованими фрагментами. З великою ймовірністю, Мегалострата не була коханкою Алкмана, а була членкинею дівочого хору — партенейона, можливо його хорегом. Історик Александер Ніколаєв вважає, що майже напевно історія про кохання між Алкманом та Мегалостратою була вигадкою Архіта або Хамелеонта, які неправильно інтерпретували вірш Алкмана. Скоріш за все, він зобразив колегу-поетесу, яка, подібно до Сапфо, виступала разом з хором. Цим пояснюється і фраза про дари Муз, мається на увазі, що Мегалострата виконувала або створювала як поезію, так і музику. Водночас Ніколаєв приводить версію, що фраза про Муз вказує на її педагогічну функцію у хорі. Як хорег вона не тільки очолювала процесію, але і наставляла молодших членів хору, «показуючи» та «розкриваючи» дар Муз.
На думку дослідниці Джейн Макінтош Снайдер, хоча Афіней і називає Мегалострату поетесою (ποιητρίας), неможливо з його відомостей точно сказати, що під «даром» Муз мається на увазі саме поетичний талант. Також вона наголошувала, що поетеса згадується тільки через стосунки з більш відомим поетом Алкманом, а її поетичні та інтелектуальні навички є лише засобом, який зумовлює їхні взаємини. Сара Померой вважає, що у вірші згадується кілька Муз через те, що в той час поети складали не тільки вірші, але й музичний акомпанемент до них і, в деяких випадках, хереографію. На думку Едмонда Дюпюї, Мегалострата була гетерою, яка «сприйняла еротичну філософію Алкмана».
Мегалострата у джерелі не називається спартанкою, а лише дівою. Її походження встановлюється з відомостей, що Алкман багато часу провів у Спарті, складаючи вірші для неодружених дівчат. Мегалострата описується з традиційним для спартанок білявим волоссям, подібно до міфологічної цариці Єлени Прекрасної. Також її ім'я вкрай підходить для спартанки, бо означає «велика армія».
Феміністська мисткиня Джуді Чикаго включила Мегалострату до своєї композиції Поверх спадщини.